# Фотомистецтво в Донецьку

## Фотоательє, фотостудії і фотоклуби
До революції у Юзівці діяли фотоательє Бориса Соломоновича Стесіна, А. Матюкіна (Базарна пл., буд. Шаповалової), братів Клейман, П. Е. Зузулі, Стефана А. Синицина, Іллі Пенякова, Йогана Шильхта. Також Юзовку відвідував Василь Досекін і тут робив фотографії.
Яків Перех, Е. Кречмер, М. Кучерів, Т. Червоний, І. Фадеєв, Р. Гордеєнко, В. Новіков здійснювали видавництво листівок з видами Юзівки.

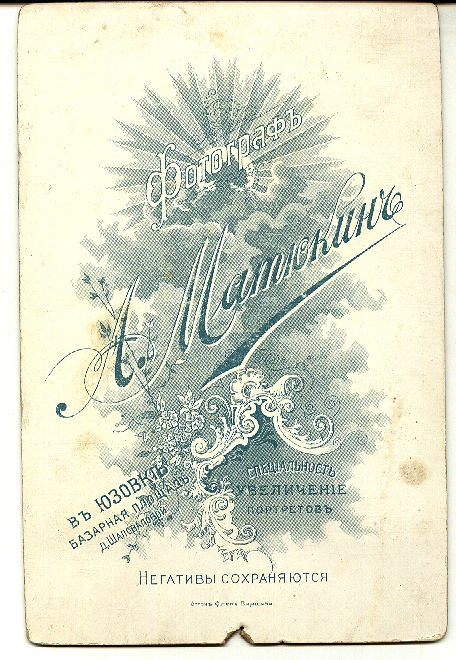
Паспарту фотоательє Матюкіна
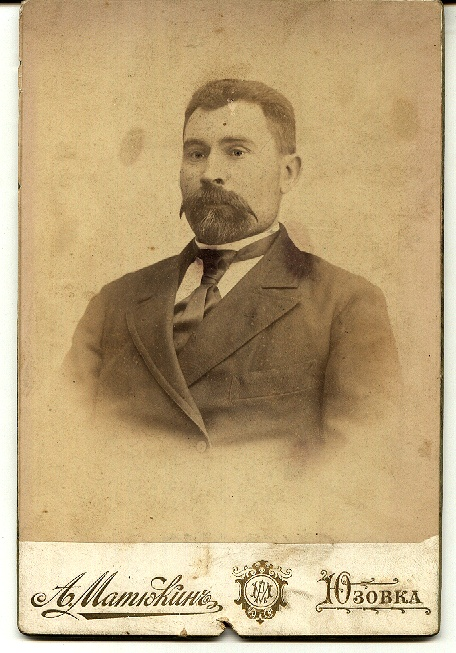
Фотографія фотоательє Матюкіна
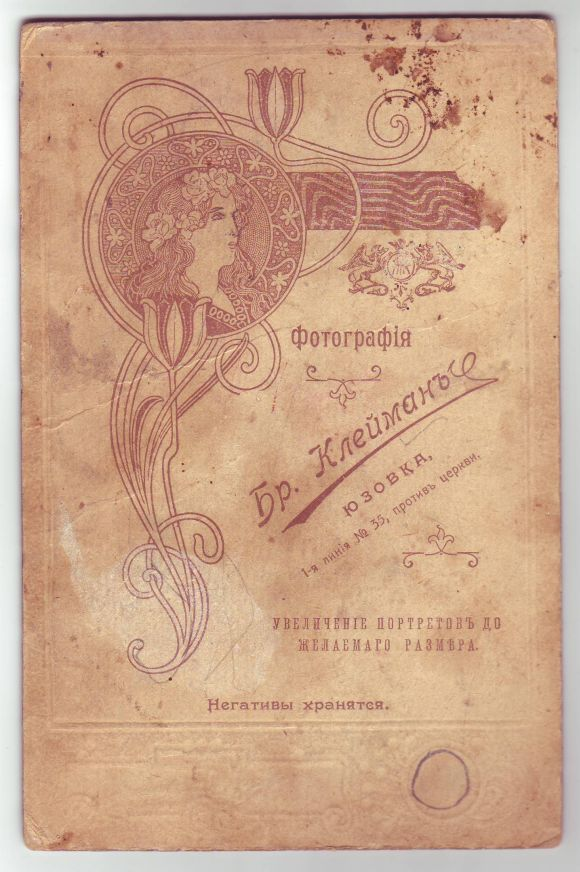
Паспарту фотоательє братів Клейман
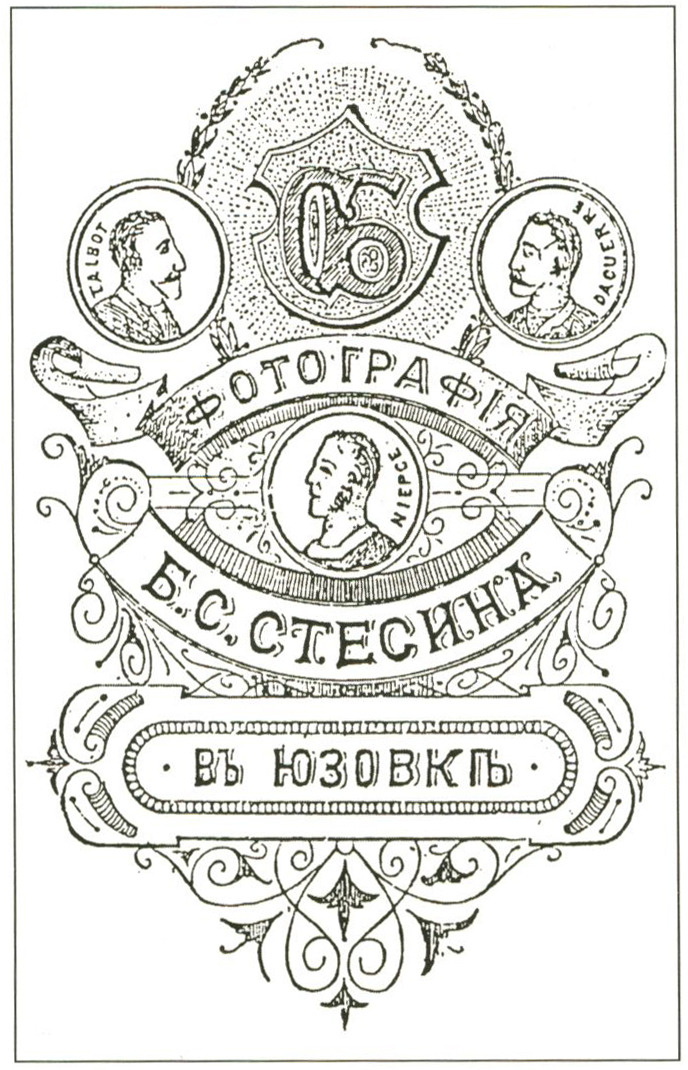
Паспарту фотоательє Б. С. Стесіна
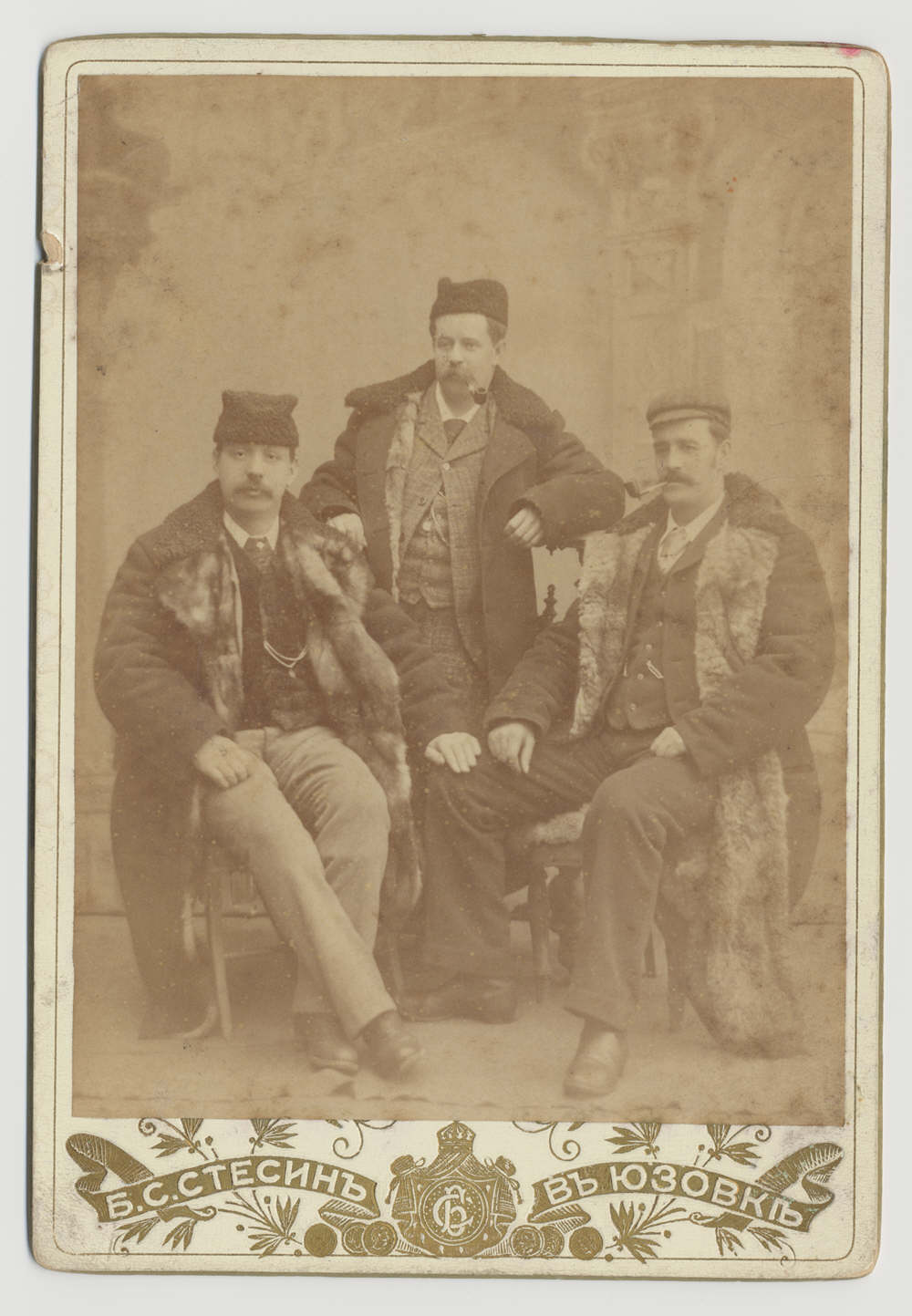
Фотографія фотоательє Б. С. Стесіна
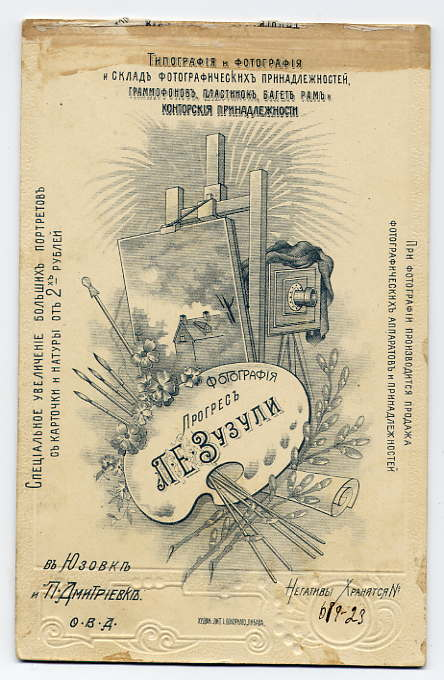
Паспарту фотоателье П. Е. Зузулі
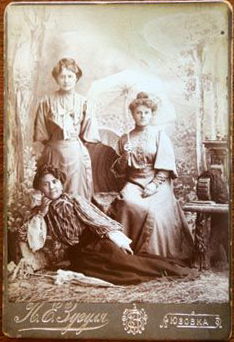
Фотографія фотоательє П. Е. Зузулі
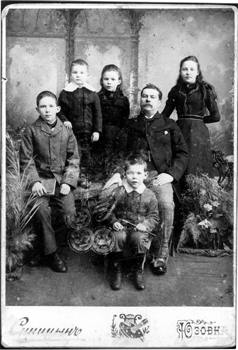
Фотографія фотоательє Синіцина
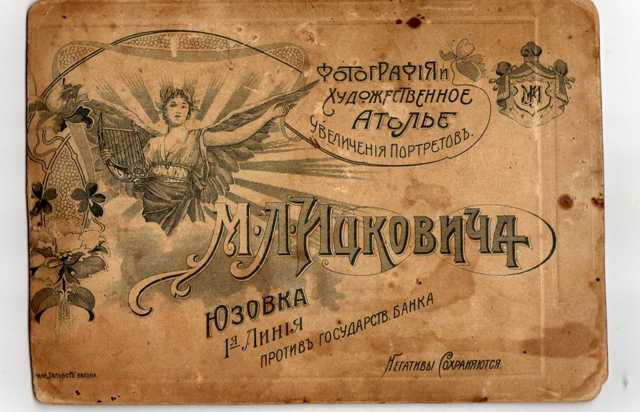
Паспарту фотоательє М. Л. Іцковича
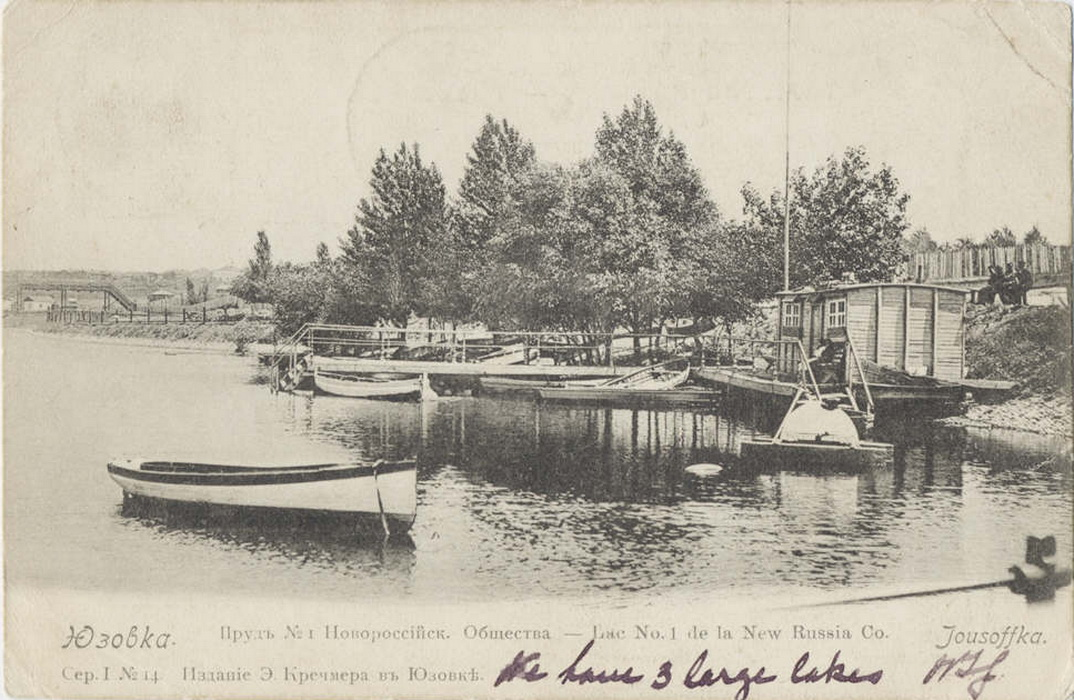
Відкритка видавництва Е. Кречмера у Юзівці

З 1984 року в Донецьку при міському Палаці дитячої і юнацької творчості працює дитяча фотостудія «Мить». При Палаці культури металургів працює фотоклуб «Об'єктив».

## Колекції
Донецький обласний краєзнавчий музей має колекцію з 60 листівок з фотографіями Юзівки. Він здійснював репринтне видання листівок, а також видання каталогу листівок з фондів музею.
У Донецьку діє музей фотожурналістики й фототехніки . Музей був відкритий у червні 2008 року. Це єдиний музей такого профілю в Україні. У музеї представлені фотографії й особисті речі донецьких фотографів, фототехніка. Є стенди присвячені Є. Халдеєві, Е. Кому, Р. Азриелю, Б. Виткову, В. Гончарову, Г. Навричевському.

## Фотовиставки

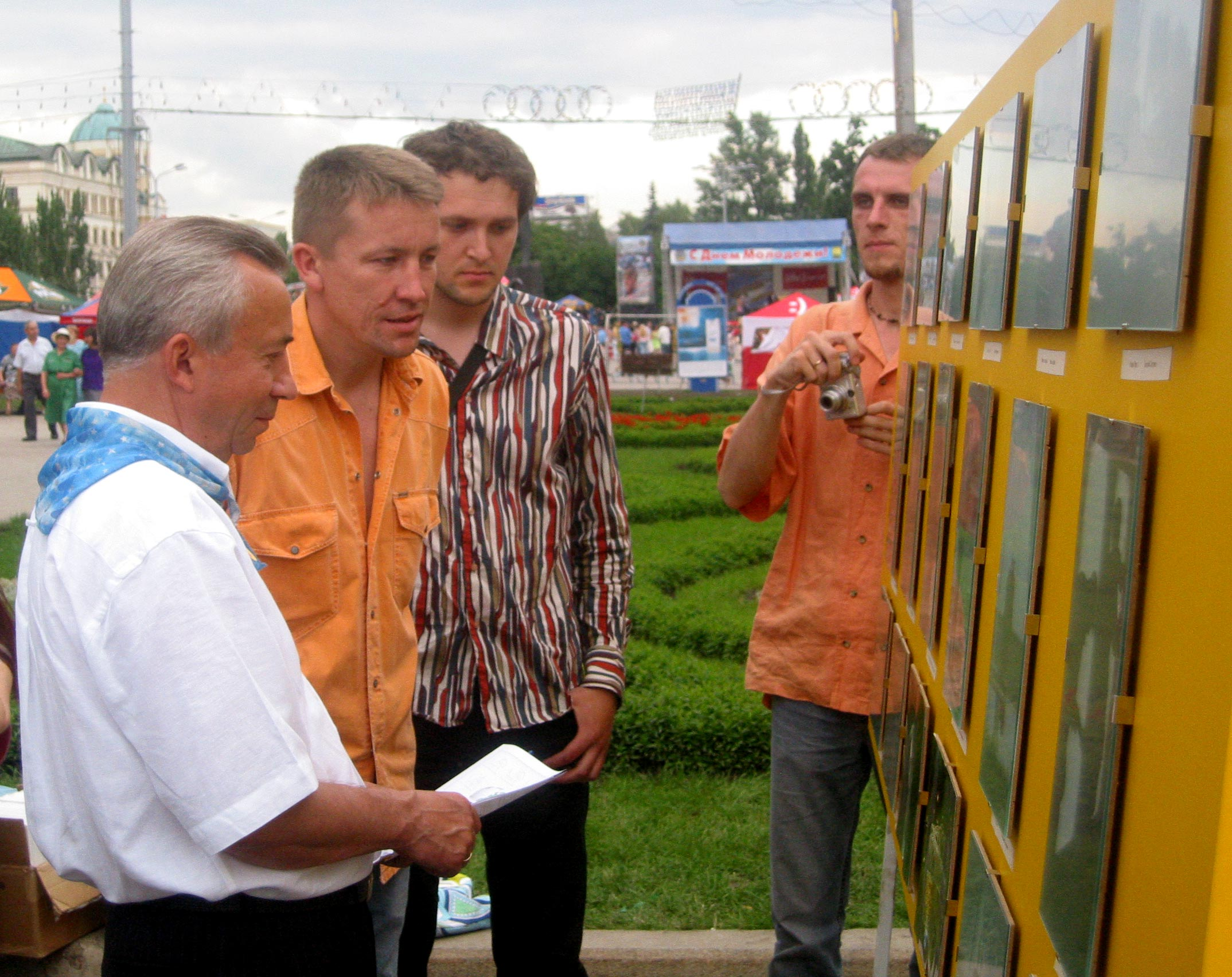
Мер Донецька Лукьянченко на виставці фотоконкурсу «Я.МІСТО.ДОНЕЦЬК»

Фотографічні виставки проводяться в Донецкому обласному краєзнавчому музеї, Донецькому обласному художньому музеї, Донецькому будинку працівників культури [Архівовано 29 листопада 2012 у WebCite]. У 2007 році в рамках святкування 75-річчя створення Донецької області біля Донецької обласної ради були споруджені стенди для проведення фотовиставок на відкритому повітрі.
На Донецьких фотовиставках експонуються роботи відомих майстрів, наприклад, Робера Дуано; документальна фотографія — знімки з Кримської війни, Геноцид у Руанді; виставки регіональних фотоконкурсів і фотоклубів.
У 2005 році в Донецьку пройшли фотовиставки «Мої крила — небо» (фотографії протоієрея Миколи Катальникова), фотовиставки фотоконкурсу «Я.МІСТО.ДОНЕЦЬК», «Свято» і «Від Генсбура до Генсбарра» (фотографії Робера Дуано, виставки відбулися в рамках фестивалю «Французька весна») і інші.
У 2006 році в Донецьку пройшли фотовиставки фотоконкурсу «Я.МІСТО.ДОНЕЦЬК» та інші.
У 2007 році в Донецьку пройшли фотовиставки: «Першополосні кадри», «Донбас із висоти» (фотографії Петра Кохановського з літака) та інші.
У 2008 році в Донецьку пройшли фотовиставки: «Доторкнутися та побачити» (тактильні фотографії Юрія Білака), «Гордість Донбасу» (роботи донецьких фотографів 1970-1990-х років), «Моя світла Русь» (фотографії Сергія Бунтовського), фотовиставка дітей, хворих аутизмом і синдромом Дауна, «Святогір'я — джерела духовності», фотографії Петра Кохановського), фотовиставка до 65-й річниці звільнення Донбасу та інші.

## Фотографи
У Донецьку народився відомий фотограф Євген Халдей. Тут він працював помічником мастера у фотоательє й самостійно сконструював свій перший фотоапарат. Був фотокореспондентом у донбаській філії «Пресфото», газетах «Металіст», «Соціалістичний Донбас», агентства «Союзфото» по Донбасу.

## Фотоконкурси
Із грудня 2004 року проводився донецький відкритий конкурс фотомистецтва «Я.МІСТО.ДОНЕЦЬК». Номінації: міська фотографія, портрет, сюжетна зйомка, серія, область, колаж. За результатами фотоконкурсу було кілька фотовиставок і видано два фотоальбоми з роботами учасників конкурсу.
Улітку 2008 року Партнер-портал провів конкурс «Донецьк, Літо - 2008».